# Giro d'Italia de 1946
Giro d'Italia de 1946 foi a vigésima nona edição da prova ciclística Giro d'Italia (Corsa Rosa), realizada entre os dias 15 de junho e 7 de julho de 1946.
A competição foi realizada em 17 etapas com um total de 3.039 km.
O vencedor foi o ciclista Gino Bartali. Largaram 79 competidores cruzaram a linha de chegada 40 corredores.